# Acmaeodera pulchella
Acmaeodera pulchella är en skalbaggsart som först beskrevs av Herbst 1801.  Acmaeodera pulchella ingår i släktet Acmaeodera och familjen praktbaggar. Inga underarter finns listade i Catalogue of Life.